# Junie Cobb
Junius C. „Junie“ Cobb  (* um 1896 in Hot Springs, Arkansas; † 1970) war ein US-amerikanischer Jazz-Musiker (Klarinette, Tenorsaxophon, Banjo, Piano, Violine, Tuba und Schlagzeug) und Bandleader.

## Leben und Wirken
Junie Cobb spielte schon als Jugendlicher bei Johnny Dunn; nach seinem Umzug nach Chicago leitete er 1920/21 ein eigenes Ensemble, das im Club Alvadere auftrat. In den 1920er Jahren arbeitete er bei King Oliver (1924–27) als Banjospieler und bei Jimmie Noone (1928–29), mit dem er für Vocalion und Victor aufnahm. Anfang der 1930er spielte er für sechs Monate in Paris, kehrte dann nach Chicago zurück und leitete eigene Formationen. 1946 begleitete er als Pianist Annabelle Calhoun und trat als Solo-Pianist auf. Ab 1955 zog er sich von der Musikszene zurück, spielte aber noch mit Red Saunders 1961 und Jasper Taylor 1962. Cobb schrieb den Titel „Once or Twice“ (1929).
Sein Bruder Jimmy war Trompeter, der an einigen von Junie Cobbs Aufnahmen mitwirkte.

## Lexigraphische Einträge
- Leonard Feather, Ira Gitler: The Biographical Encyclopedia of Jazz. Oxford University Press, Oxford u. a. 1999, ISBN 0-19-507418-1.